# Pinsà de Mongòlia
El pinsà de Mongòlia o pinsà trompeter mongol (Bucanetes mongolicus) és una espècie d'ocell de la família dels fringíl·lids (Fringillidae) actualment inclòs al gènere Bucanetes, però que ha estat ubicat al monotípic gènere Eremopsaltria (Kirwan et Gregory, 2005). Habita vessants rocosos amb vegetació dispersa de l'Iran, Afganistan, Tadjikistan, Kirguizstan, nord-oest de la Xina i Mongòlia.